# Gabriel Arteaga
Gabriel Israel Arteaga Risquet (ur. 12 października 1976) – kubański judoka. Dwukrotny olimpijczyk. Zajął trzynaste miejsce w Sydney 2000 i odpadł w eliminacjach w Atenach 2004. Walczył w wadze półśredniej.
Uczestnik mistrzostw świata w 1997, 1999 i 2001. Startował w Pucharze Świata w latach 1997-2003. Złoty medalista igrzysk panamerykańskich w 1999 i srebrny w 2003. Triumfator igrzysk Ameryki Środkowej i Karaibów w 1998. Zdobył sześć medali na mistrzostwach panamerykańskich w latach 1996 - 2004. 

## Letnie Igrzyska Olimpijskie 2000
| Konkurencja | Eliminacje              | Eliminacje            | Eliminacje            | Repasaże              | Klas. końcowa |
| Konkurencja | Przeciwnik I            | Przeciwnik II         | 1/4                   | Przeciwnik II         | Miejsce       |
| ----------- | ----------------------- | --------------------- | --------------------- | --------------------- | ------------- |
| 81 kg       | Robert Krawczyk (POL) Z | Marcel Aragão (BRA) Z | Djamel Bouras (FRA) P | Maarten Arens (NED) P | 13.           |

## Letnie Igrzyska Olimpijskie 2004
| Konkurencja | Eliminacje                       | Eliminacje             | Klas. końcowa |
| Konkurencja | Przeciwnik I                     | Przeciwnik II          | Miejsce       |
| ----------- | -------------------------------- | ---------------------- | ------------- |
| 81 kg       | Damdinsürengijn Njamchüü (MGL) Z | Kwon Young-woo (KOR) P | 2 runda       |